# Federico Chabod

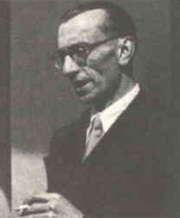
Federico Chabod, um 1960

Federico Chabod oder auf Französisch Frédéric Chabod (* 23. Februar 1901 in Aosta; † 14. Juli 1960 in Rom) war ein italienischer Historiker.
Chabod stammte aus dem Aostatal. Er studierte bei Pietro Egidi an der Universität Turin und schloss das Studium 1925 mit dem Diploma di Laurea ab. Chabod veröffentlichte bedeutende Arbeiten über Niccolò Machiavelli und die Renaissance. Er lehrte zunächst in Perugia (seit 1934) dann in Mailand (seit 1938) und schließlich in Rom (1946 bis 1960).
In den vierziger Jahren setzte er sich mit Émile Chanoux für die Autonomie des Aostatals und gegen die Bestrebungen für einen Anschluss an Frankreich ein. Er war als Vertreter des Partito d’Azione der erste Präsident des Regionalrats der autonomen Region Aostatal (Consiglio della Valle del Comitato di Liberazione Nazionale), vom 10. Januar bis zum 24. Oktober 1946, als er ausschied, um dem Ruf an die Universität Rom zu folgen.
Er war seit 1948 korrespondierendes, seit 1956 ordentliches Mitglied der Accademia Nazionale dei Lincei, außerdem gehörte er seit 1957 der British Academy an und war Ehrendoktor der Universitäten Oxford und Granada. 1955 wurde er mit einem Antonio-Feltrinelli-Preis ausgezeichnet. Von 1955 bis 1960 war er Präsident des Comité International des Sciences Historiques. 1959 wurde er in die American Academy of Arts and Sciences gewählt. Nach Chabod ist das Rifugio Chabod benannt, eine am Gran Paradiso gelegene Schutz- und Unterkunftshütte.

## Schriften
- Storia dell’Italia contemporanea 1918–1948.
- La Storia della politica estera italiana dal 1870 al 1896. 1951
- Idea di Europa e politica dell'equilibrio. A cura di Luisa Azzolini (= Istituto italiano per gli studi storici, Testi storici, filosofici e letterari. Bd. 4.). Il Mulino, Bologna 1995, ISBN 88-15-05305-0.